# Vibrometar
Vibrometar je mjerni instrument za mjerenje vibracija strojeva, vozila, brodova, mostova, zgrada i drugog.

## Vrste

### Mehanički vibrometar
Mehanički vibrometar sastoji se od velike mase elastično ovješene u kućištu. Postavlja se tako da se kućište čvrsto oslanja na tijelo kojemu se mjere vibracije. Zbog velike tromosti (inercije) masa miruje s obzirom na kućište koje vibrira, pa relativni pomaci između mase i kućišta daju vrijednost vibracija.

### Mehanooptički vibrometar
Mehanooptički vibrometar optički povećava i projicira na ljestvicu pomake ticala prislonjenog uz tijelo koji vibrira.

### Električni vibrometar
Električni vibrometar pretvara mehaničke vibracije u električni napon promjenom električnog otpora, induktivnosti ili električnog kapaciteta mjernog elementa, pa se s pomoću promjena vrijednosti električnog napona mjere vibracije.

### Laserski Doppler vibrometar
Laserski Doppler vibrometar s pomoću lasera, zrcala i fotodiode omogućava mjerenje vibracija bez dodira (kontakta) s površinom koja vibrira.

## Vibracije
Vibracije (kasnolat. vibratio: drhtanje, treperenje) je periodično ili ciklično gibanje mehaničkih sustava (strojevi, građevine i drugo) oko ravnotežnog položaja prouzročeno vanjskom periodičnom silom ili otklonom iz ravnotežnoga položaja. Za razliku od titranja, vibracije se javljaju s relativno malim otklonima od ravnotežnog položaja s obzirom na razmjere mehaničkog sustava. U svakom se titraju potencijalna energija sustava pretvara u kinetičku i obrnuto, uz djelomičan gubitak energije zbog otpora i trenja, koja u obliku topline napušta sustav.
Kada se sustav, pomaknut iz ravnotežnoga položaja, prepusti daljem gibanju, vibracije su slobodne prigušene ili su u idealnom slučaju neprigušene. Ako na sustav djeluje vremenski promjenljiva poremećajna (uzbudna) sila, vibracije su prisilne. Vibracije se proračunavaju s pomoću diferencijalnih jednadžba iz kojih se dobivaju amplitude, te osobito važne vlastite frekvencije sustava, koje, ako su bliske frekvenciji poremećaja, dovode do znatnog povećanja amplituda to jest do rezonancije. Vibracije mogu djelovati štetno na ljudsko zdravlje, na udobnost vožnje i prouzročiti lomove konstrukcija. Namjerno izazvane koriste se kod mehaničkog sita, drobilica i drugog. Smanjivanje ili povećavanje utjecaja vibracija postiže se različitim tehničkim zahvatima vezanima uz promjene krutosti ili ugradnjom dodatne mase.
Torzijske vibracije pojavljuju se u rotorima strojeva, osovinama i drugim konstrukcijskim elementima opterećenima na uvijanje (torzija). Vibracije se mjere vibrometrima. 